# 콘스탄티노폴리스의 그리고리오스 7세

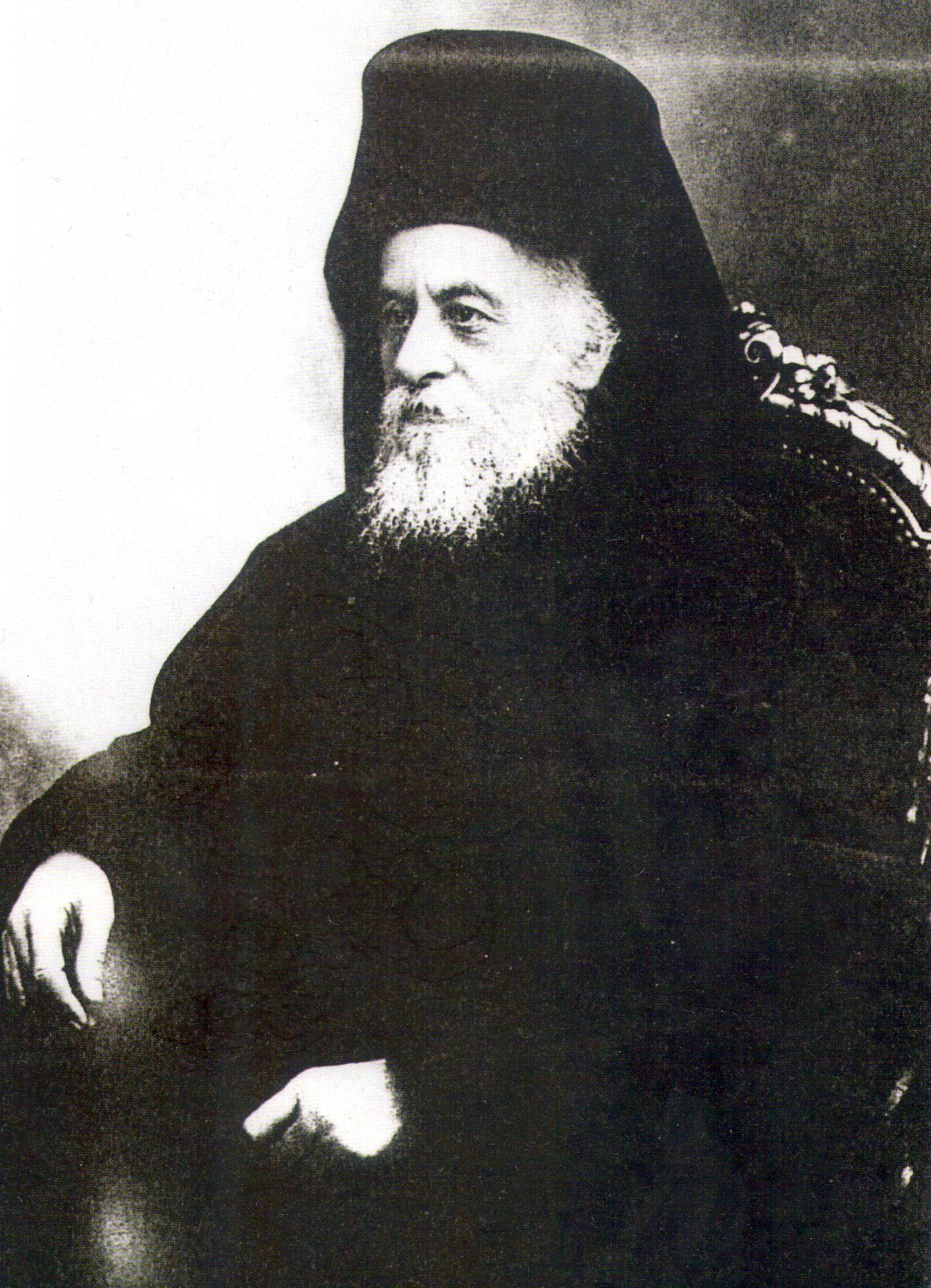

그리고리오스 7세(그리스어: Γρηγόριος Ζ΄, 1850년 9월 21일 - 1924년 11월 17일)는 제263대 콘스탄티노폴리스 총대주교(1923년 - 1924년)이다. 콘스탄티노폴리스 교회에 새 양식의 달력을 도입하였으며, 1924년 심근 경색으로 갑작스럽게 안식하였다.
| 전임 멜레티오스 4세 | 콘스탄티노폴리스 총대주교 1923년 ~ 1924년 | 후임 콘스탄티노스 6세 |